# De cerca
De cerca va ser un programa espanyol de televisió, emès per La 1 de TVE entre 1980 i 1981, dirigit i presentat per Jesús Hermida amb realització de Luis Tomás Melgar.

## Format
Es tractava d'un programa d'entrevistes a personatges cèlebres del món de la cultura, l'art, la música, la política, la literatura o la interpretació, en la qual a través del reconegut carisma del conductor, el periodista Jesús Hermida, es pretenia fer un retrat de l'entrevistat que fora més enllà d'un repàs a la seva trajectòria professional, s'abordessin qüestions d'ordre més personal.
Jesús Hermida es va mantenir en el programa fins al 27 de juny de 1981. Des de llavors, es va modificar el format, de manera que cada setmana canviava l'entrevistador, que al seu torn era l'entrevistat de la setmana prèvia. En aquesta etapa l'espai es va subtitular Diálogos para la sobremesa.

## Personatges entrevistays (parcial)

### Primera etapa
- Clara Isabel Francia, presentadora de televisió (7-1-1980)
- Rocío Jurado, cantant (7-4-1980)
- Rosa Montero, periodista i escriptor (26-4-1980)
- Miguel Bosé, cantant (3-5-1980)
- Antonio Mingote, dibuixant (31-5-1980)
- Ferran Díaz-Plaja i Contestí, escriptor (28-9-1980)
- Emilio Romero Gómez, periodista (11-10-1980)
- Núria Espert, actriu (18-10-1980)
- Narciso Ibáñez Serrador, guionista i director de televisió (25-10-1980)
- Fernando Rey, actor (1-11-1980)
- Francisco Umbral, escriptor (17-11-1980)
- Ana Belén, cantant i actriu (24-11-1980)
- María Jiménez, cantant (8-12-1980)
- Pilar Miró, directora de cinema i televisió (19-1-1981)
- Fernando Vizcaíno Casas, escriptor (24-1-1981)
- Paloma San Basilio, cantant (2-2-1981)
- Gloria Fuertes, escriptora (16-2-1981)
- Francisco Rabal, actor (23-2-1981)
- Mari Cruz Soriano, presentadora de televisió (2-3-1981)
- Manuel Fraga, polític (9-3-1981)
- Faustino Cordón, científic (15-3-1981)
- Antonio Gala, escriptor (29-3-1981)
- Mari Carmen y sus muñecos, ventríloqua (6-4-1981)
- Vicent Enrique i Tarancón (13-4-1981)
- Lola Flores, cantant (2-5-1981)

### Segona etapa
- José María de Areilza entrevista a Peridis (4-7-1981)
- Peridis entrevista a Alfonso Guerra (11-7-1981)
- Alfonso Guerra entrevista a Antonio Gala (18-7-1981)
- Luis Rosales entrevista a Francisco Nieva (23-8-1982)
- Francisco Nieva entrevista a Berta Riaza (23-8-1982)